# Serge Poitras
Serge Patrick Poitras (ur. 27 maja 1949 w Jonquière) – kanadyjski duchowny katolicki, biskup Timmins od 2012.

## Życiorys
Święcenia kapłańskie otrzymał 27 maja 1973 i został inkardynowany do diecezji Chicoutimi. Po święceniach przez kilka lat pracował jako wikariusz przy katedrze. Od 1980 był pracownikiem niższego seminarium, zaś w latach 1990-1998 wykładał w seminarium w Montrealu. W 2000 rozpoczął pracę w nuncjaturze w Ottawie. W latach 2010–2012 był podsekretarzem pomocniczym Kongregacji ds. Biskupów.
10 listopada 2012 papież Benedykt XVI mianował go ordynariuszem diecezji Timmins. Sakry biskupiej udzielił mu 27 grudnia 2012 arcybiskup metropolita Ottawy Terrence Prendergast.